# Plateau (dzielnica)
Plateau – dzielnica w Abidżanie położona w jego centrum. Jest to dzielnica administracyjno-handlowa. W dzielnicy znajdują się takie obiekty jak banki, lepsze restauracje czy kafejki internetowe.